# Fridolin Brunner
Fridolin Brunner (* 1498 in Glarus; † 28. Juni 1570 in Glarus) war ein Schweizer evangelischer Pfarrer und Reformator im glarnischen Mollis, Glarus, Matt und Betschwanden und Flums und Mels in der Grafschaft Sargans in den Gemeinen Herrschaften, die heute zum Kanton St. Gallen gehören.

## Leben
Brunner wuchs in Glarus auf. Vermutlich war auch er ein Schüler von Huldrych Zwingli, der von 1506 bis 1516 in Glarus noch katholischer Priester war. Ab 1517 studierte er in Basel. 1521 bis 1525 war er Pfarrer in Mollis, wozu auch Näfels und Oberurnen gehörten. Er war ein treuer Anhänger Zwinglis geworden, sein reformatorisches Wirken begann 1523. Er lehnte die Heilige Messe ab, im Gegensatz zu Valentin Tschudi, seinem reformierten Pfarrkollegen in Glarus. In einem Brief an Oswald Myconius bezeichnete er sich als ersten evangelischen Pfarrer des Landes Glarus. Von 1525 bis 1527 erhielt er Messpfründe in Glarus und war dort Kaplan. 1527 bis 1530 war er evangelischer Pfarrer in Matt, wo 1528 unter seinem Einfluss die Heiligenbilder aus der Kirche entfernt wurden. Im gleichen Jahr war er Teilnehmer an der Berner Disputation. 
Auf Wunsch Zürichs, das grossen Einfluss hatte in Glarus, ging er als reformatorischer Prediger 1530 nach Flums in der Grafschaft Sargans in den Gemeinen Herrschaften. 1531 zog er nach Mels weiter, wo er 1532 ausgewiesen wurde im Rahmen erster gegenreformatorischer Bestrebungen der Inneren Orte unter dem Glarner Aegidius Tschudi. 
Von 1532 bis 1555 war er evangelischer Pfarrer in Betschwanden. 1533 veranlasste er, dass sich diese Gemeinde als erste Glarner Kirchgemeinde eine eigenständige Gemeinde- und Kirchenpflege gab. 1538 und wieder ab 1543 predigte er auch im Nachbarort Linthal. 1542 erstellte Brunner ein Kirchenurbar. Von 1555 bis 1570 war er wieder Pfarrer in Glarus, als Nachfolger des verstorbenen Valentin Tschudi. 1561 publizierte er gegen den Katholiken Aegidius Tschudi die Schrift Antwurt uff Herrn Landammann Tschudis fürgebrachten Grund ....